# Кад љубав закасни
Кад љубав закасни је српски филм из 2014. године, сниман у продукцији Кошутњак филма. Режирао га је Иван Стефановић, а сценарио је написала Милена Деполо по мотивима романа Самац у браку Мир-Јам.
Филм је премијерно приказан у Сава центру, 3. јануара 2014. године.
Филм је сниман упоредо са телевизијском серијом Самац у браку, која ће премијерно бити емитована у марту 2014. године и која ће се састојати од 9 епизода.

## Радња
Женидба успешног младог адвоката , најпожељнијег нежење малог града, са непознатом Београђанком изазива велико интересовање и живе коментаре. Међутим, нико и не слути да се иза привидне слике идиличне љубави и брачне среће крије велика драма младог пара.
Радмило је адвокат који је годинама заљубљен у Љиљану. Иако је најпожељнији нежења у вароши, свом малом граду, он одбија све брачне понуде, и жели да се ожени Љиљаном, која планира да се уда за Момчила, али он у последњем тренутку показује своје право лице и одбија да се ожени Љиљаном. Изнервирана и бесна због тога Љиљана се из ината удаје за Радмила иако није заљубљена у њега.

## Улоге
| Глумац                  | Улога                      |
| ----------------------- | -------------------------- |
| Милош Биковић           | Радмило                    |
| Бранкица Себастијановић | Љиљана                     |
| Душанка Стојановић      | Јулија                     |
| Никола Ранђеловић       | Ика                        |
| Сунчица Милановић       | Маргита                    |
| Јована Стојиљковић      | Татјана                    |
| Јелисавета Караџић      | Марија                     |
| Маријана Андрић         | Дара                       |
| Урош Јаковљевић         | Момчило                    |
| Милена Васић Ражнатовић | Госпођа Ленка Петронијевић |
| Бојана Ковачевић        | Љиљанина мајка             |
| Игор Первић             | Љиљанин тата               |
| Мрђан Огњеновић         |                            |
| Богдан Богдановић       |                            |
| Мило Лекић              |                            |
| Марија Јовановић        |                            |
| Вања Милачић            |                            |
| Матеја Живковић         |                            |
| Наташа Влаховић         |                            |